# Hamburg Masters 2005
Hamburg Masters 2005 — тенісний турнір, що проходив на ґрунтових кортах у місті Гамбург, Німеччина з 9 травня. Належав до категорії ATP Masters Series, був турніром серії Hamburg European Open 2005 року.

## Фінальна частина

### Одиночний розряд
Роджер Федерер —  Рішар Гаске 6–3, 7–5, 7–6(7–4)

### Парний розряд
Йонас Бйоркман /  Максим Мирний —  Мікаель Льодра /  Фабріс Санторо 4–6, 7–6(7–2), 7–6(7–3)